# Glass Onion
«Glass Onion» –en español: «Cebolla de cristal»– es una canción de The Beatles escrita por John Lennon y acreditada a Lennon/McCartney, publicada en el álbum de 1968 The Beatles.
Es la primera canción del álbum en la que aparece Ringo Starr en la batería, ya que dejó las sesiones de grabación por un breve período y fue reemplazado por Paul McCartney en las canciones anteriores, "Back in the U.S.S.R." y "Dear Prudence".

## Letra
La canción incluye referencias a canciones anteriores, como "Strawberry Fields Forever", "I Am the Walrus", "Lady Madonna", "The Fool on the Hill" y "Fixing a Hole".
La línea "The Walrus was Paul" ("la morsa era Paul"), además de una referencia tanto a la canción "I Am the Walrus", es porque Paul se había disfrazado de la morsa porque a John no le entraba el disfraz en el video y en la tapa de Magical Mystery Tour, mientras que en el video de "I am the Walrus", Paul es el hipopótamo (bajo - zurdo) y John es la morsa (piano). Además, más tarde, la línea fue interpretada como una pista más en la leyenda urbana "Paul está muerto", ya que, en una coincidencia, la línea anterior dice "bueno, aquí hay otra pista para todos todos ustedes" ("Well, here's another clue for you all"). La canción es prácticamente una burla a los críticos y curiosos que buscan significados en sus canciones.

## Créditos
- John Lennon - voz, guitarra acústica (Gibson J-160e).
- Paul McCartney - bajo (Fender Jazz Bass), piano (Hamburg Steinway Baby Grand), flauta dulce.
- George Harrison - guitarra principal (Fender Stratocaster "Rocky").
- Ringo Starr - batería (Ludwig Hollywood Maple), pandereta.
- Chris Thomas - grabaciones.
- Henry Datyner - Violín.
- Eric Bowie - Violín.
- Norman Lederman - Violín.
- Ronald Thomas - Violín.
- Eldon Fox - Cello.
- Reginald Kilbey - Cello.
- John Underwood - Viola.
- Keith Cummings - Viola.